# Błonie (powiat kutnowski)
Błonie – osada w województwie łódzkim, w powiecie kutnowskim, w gminie Krośniewice.
W latach 1975–1998 miejscowość należała administracyjnie do województwa płockiego. Część osady została przyłączona do miasta Krośniewice.
W miejscowości działał PGR Błonie.
W tej miejscowości urodził się Władysław Anders, generał broni Wojska Polskiego, Naczelny Wódz Polskich Sił Zbrojnych w latach 1944–1945.